# Hermann Emil Pohle
Pour les articles homonymes, voir Pohle (homonymie).
Hermann Emil Pohle (né le 12 décembre 1863 à Düsseldorf, mort le 17 novembre 1914 dans la même ville) est un peintre prussien.

## Biographie
Hermann Emil Pohle est le fils du peintre Hermann Pohle. Il est de 1889 à 1895 élève de l'académie des beaux-arts de Düsseldorf auprès de Peter Janssen.
Dans les années 1880, le peintre paysagiste et photographe Wilhelm Degode a sa première résidence à Düsseldorf sur la Jägerhofstrasse près de Hermann Emil Pohle, non loin du siège de l'association Malkasten dont ils sont membres.
Il est enterré auprès de son père au cimetière du Nord de Düsseldorf.

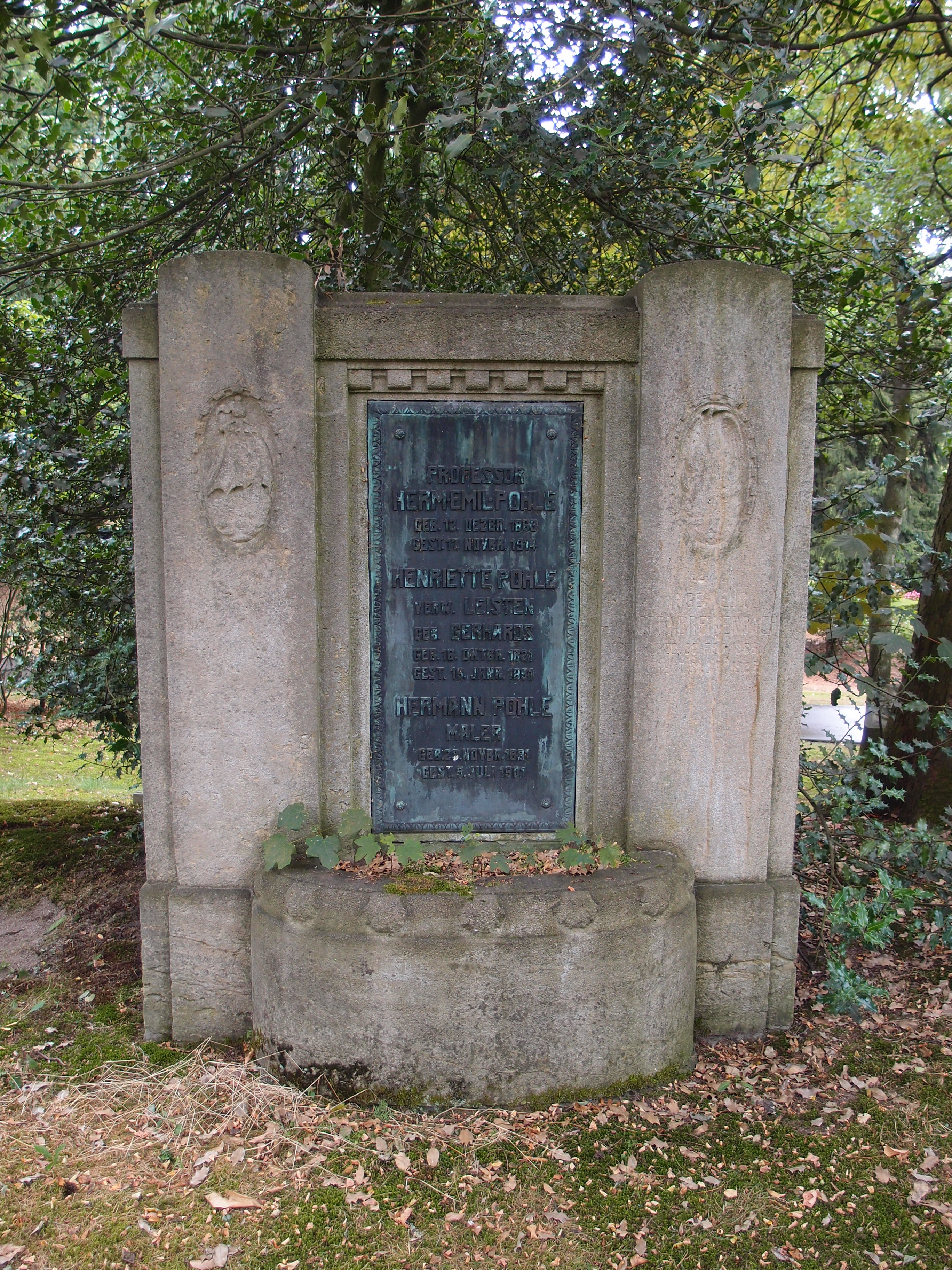
Sépulture